# كيفن نيكلسون
كيفن نيكلسون (بالإنجليزية: Kevin Nicholson)‏ (2 أكتوبر 1980 بدربي في المملكة المتحدة - ) هو مدرب كرة قدم ولاعب كرة قدم بريطاني في مركز الدفاع. شارك مع منتخب إنجلترا لكرة القدم C ‏. أما مع النوادي، فقد لعب مع شيفيلد وينزداي وفوريست غرين ونادي توركي يونايتد ونادي نورثامبتون تاون ونوتس كاونتي ونادي سكاربورو ونادي كيدرمينستر هاريرز لكرة القدم ونادي باث سيتي.

## وصلات خارجية
- كيفن نيكلسون على موقع قاعدة بيانات كرة القدم.إي يو (الإنجليزية)
- كيفن نيكلسون على موقع Soccerbase.com (لاعب) (الإنجليزية)
- كيفن نيكلسون على موقع AS.com (الإسبانية)